# Лопанское сельское поселение
Лопанское сельское поселение — муниципальное образование в Целинском районе Ростовской области.
Административный центр поселения — село Лопанка.

## Административное устройство
В состав Лопанского сельского поселения входят:
- село Лопанка;
- станица Сладкая Балка.

## Население
| 2010  | 2012  | 2013  | 2014  | 2015  | 2016  | 2017  |
| ----- | ----- | ----- | ----- | ----- | ----- | ----- |
| 2957  | ↘2897 | ↘2809 | ↘2768 | ↘2755 | ↘2729 | ↘2698 |
| 2018  | 2019  | 2020  | 2021  |       |       |       |
| ↘2678 | ↘2657 | ↘2611 | ↘2590 |       |       |       |